# 피티야흐

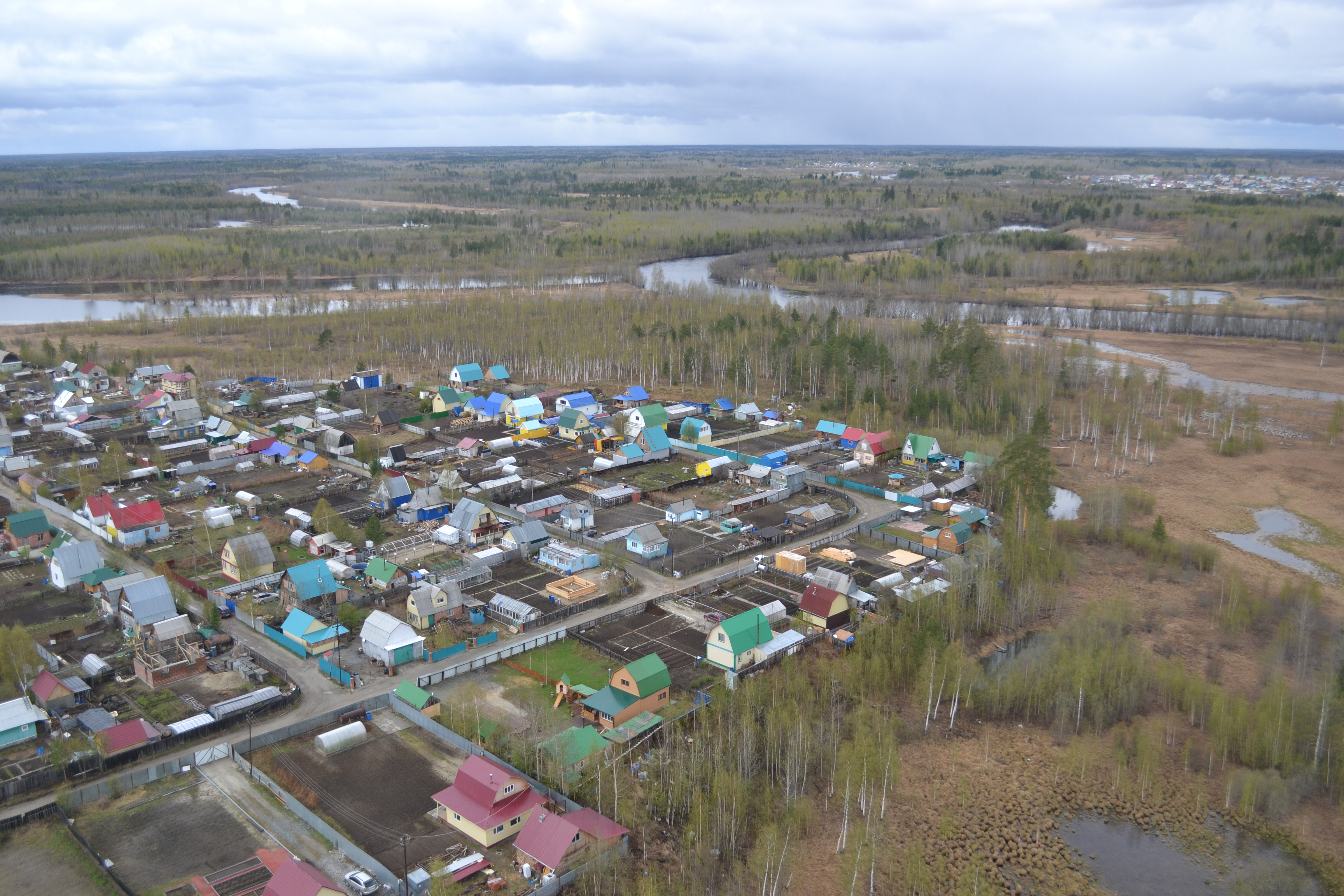

피티 야흐(러시아어: Пыть-Ях)는 러시아 한티만시 자치구에 위치한 도시이다. 볼쇼이발리크강 동안에 자리잡고 있으며, 한티만시스크 시의 남동쪽에 있다. 인구는 2010년 조사 기준 41,488명. 도시의 경제는 석유와 천연가스 시추에 주로 의존한다.